# The Toilers (film fra 1919)
The Toilers er en britisk stumfilm fra 1919 af Tom Watts.

## Medvirkende
- Manora Thew som Rose
- George Dewhurst som Jack
- Gwynne Herbert
- Ronald Colman som Bob
- Eric Barker som Jack